# Mariner 10
La Mariner 10 fou una missió espacial no tripulada de la NASA llançada el 3 de novembre de 1973 amb l'objectiu de sobrevolar els planetes Mercuri i Venus. Va ser la primera nau espacial que va sobrevolar múltiples planetes. Fou la darrera sonda del programa Mariner i a continuació s'inicià el programa Voyager.
Els objectius de la missió eren mesurar l'entorn, l'atmosfera, la superfície i les característiques del cos de Mercuri i fer investigacions similars de Venus. Els objectius secundaris eren dur a terme experiments en el medi interplanetari i obtenir experiència amb una missió d'assistència de gravetat de dos planetes. L'equip científic de Mariner 10 va ser dirigit per Bruce C. Murray al Jet Propulsion Laboratory.
La Mariner 10 fou la primera sonda espacial que utilitzà la tècnica de «fona gravitatòria», és a dir, utilitzar la gravetat d'un planeta per modificar la trajectòria i guanyar o perdre velocitat. En aquest cas la Mariner 10 utilitzà Venus per desviar la seva trajectòria i fer disminuir el seu periheli fins a l'òrbita de Mercuri. Utilitzà la pressió de radiació solar sobre els seus panells solars i la seva antena d'alt guany per controlar la posició durant el vol. Amb un filtre per a l'ultraviolat proper fotografià la capa de núvols de Venus i realitzà altres estudis atmosfèrics, amb els quals es descobrí un considerable detall atmosfèric als núvols venusians, invisibles en llum visible.
Posteriorment la Mariner 10 sobrevolà Mercuri tres vegades. A causa de l'òrbita, la sonda només pogué cartografiar la meitat de la superfície del planeta, que resultà ser semblant a la de la Lluna. Els tres sobrevols sobre Mercuri es realitzaren el 29 de març de 1974 (a 703 km), el 21 de setembre de 1974 (a 48.070 km) i el 16 de març de 1975 (a 327 km). Les seves lectures indicaren que la temperatura nocturna de la superfície de Mercuri és de –183 °C i la diürna arriba a 187 °C. El 24 de març de 1975 es perdé definitivament el contacte amb la sonda.